# Wageningue
Pour les articles homonymes, voir Wageningen (homonymie).
Wageningue,, (en néerlandais : Wageningen) est une commune et ville néerlandaise située en bordure du Rhin dans la province de Gueldre. Elle est connue pour abriter l'université de Wageningue qui est spécialisée en sciences de la vie et emploie environ 7 400 personnes.

## Géographie
Wageningue est située sur une hauteur de la rive nord du Rhin inférieur (la « montagne de Wageningue » ou « Wageningse berg ») et à la frontière entre la vallée de Gueldre et la Veluwe. Wageningue est accessible en voiture via les autoroutes A12, A15 et A50 et en train par la gare ferroviaire d'Ede - Wageningen.

## Histoire

### Epoque romaine
Au pied de la Wageningse Berg, des tuiles portant l'empreinte d'une légion romaine ont été retrouvées. Il n'existe cependant aucune preuve de l'existence d'une place forte romaine sur cette rive au nord du Rhin. Le nom romain Vada faisait probablement référence à une colonie près du village de Kessel, dans le Brabant septentrional, sur la Meuse, et non à Wageningue, comme on l'a longtemps pensé.

### Moyen Âge
Le site de la plus ancienne colonie connue à Wageningue qui donnera la ville actuelle, était probablement située au bas du Holleweg. Au début du Haut Moyen Âge, l'habitat s'est déplacé plus haut ; Les vestiges d'une chapelle en tuf et de fermes en bois ont été découverts sur le Wageningse Berg, près du Holleweg. Au XIIe siècle, une nouvelle colonie apparaît au pied de la montagne. Après la construction d'un quai comme liaison entre le flanc de la Wageningse Berg et la partie haute à l'ouest de la ville actuelle, l'actuelle Hoogstraat, la partie la plus ancienne de la ville a été construite au sud de celle-ci, autour de la Heerenstraat (anciennement Achterstraat) et l'église. Plus tard, des travaux de construction ont également eu lieu sur le côté nord-ouest de la Hoogstraat, selon un schéma régulier de rues secondaires : Beuningstraat, Junusstraat, Rouwenhofstraat et Riemsdijkstraat. Le 12 juin 1263, Wageningue reçut les droits de cité du comte Otton II de Gueldre.

### Anciens hameaux
Le cimetière situé à l'angle des rues Geertjesweg et Diedenweg a été utilisé entre environ 350 et 900 après J.-C. Il est probable que les personnes enterrées provenaient des différents hameaux de Wageningue, qui étaient situés à la limite du flanc de la moraine et du Binnenveld. Les quartiers de De Peppeld (près de Wildekamp) et de Leeuwen (près du restaurant Het Gesprek, anciennement De Keijzer) sont encore reconnaissables ; Dans les deux hameaux, le bassin d'eau potable caractéristique (ou kolk en néerlandais) est toujours présent. Le hameau de Dolder était situé autour de l'intersection de Van Uvenweg / Churchillweg / Dolderstraat. Dolder (ou Thulere) était déjà mentionné en 838, tout comme Brakel (Bracola), au coin de la Julianastraat et de Van Uvenweg.
Les différents hameaux ont été construits selon le même principe : des fermes autour d'une zone d'utilisation agricole partagée (brink en néerlandais), à l'est les terres arables (sur le Wageningse eng, beaucoup plus grand à l'époque) et à l'ouest des hameaux les prairies du Binnenveld, très régulièrement morcelées. Ce Binnenveld a été cultivé à partir du XIIIe siècle.
Les fermes importantes étaient la Stenen Kamer à Dolder (construite en 1597, démolie en 1954) et la Tarthorst sur le Tarthorsterweg, aujourd'hui Haverlanden (démolie en 1969). Les espaces verts du village étaient reliés aux prairies du Binnenveld par des pâturages à moutons. Celui du Droevendaalsesteeg est resté relativement intact. On y trouve encore de vieux aulnes.

### Enceinte
Après le démantèlement des fortifications au XIXe siècle, une partie des anciens remparts a été construite, notamment les bâtiments à l'est de la Schoolstraat et de la Molenstraat ainsi que les bâtiments de l'Emmapark. Au début du XXe siècle, la synagogue et la maison de réunion mennonite (église) ont été construites sur l'ancien mur ouest. Toutes deux furent détruits en 1940 et non reconstruits sur le même site. Après la Seconde Guerre mondiale, le rempart a été creusé pour la construction de la Walstraat et des logements étudiants ont été construits sur une partie restante du rempart. Ces derniers sont toujours présents aujourd'hui.
D'autres parties de l'ancienne enceinte ont été dotées d'une structure semblable à un parc, comme l'ancien Noorderplantsoen. Lors de la construction d'une route (Plantsoen), une partie de cette structure a été sacrifiée. La rue qui reliait la Bergpoort orientale et la Nudepoort occidentale, la Hoogstraat, est la rue où les commerçants se sont installés depuis de nombreuses décennies. Depuis 1975, cette rue est aménagée en zone piétonne. On trouve également d'importantes concentrations de commerces de détail dans de nombreuses rues secondaires de la Hoogstraat, telles que la Kapelstraat, la Nieuwstraat et la Junusstraat. L'industrie de la restauration est principalement concentrée sur le Markt (Marché), dans la Heerenstraat et dans la Molenstraat.
Pour les comtes et ducs de Gueldre, Wageningue n'était pas seulement un port commercial, mais aussi une forteresse importante contre les évêques d'Utrecht et plus tard contre les ducs de Bourgogne. L'ancien fossé (plus étroit que le précédent) et des parties du mur d'enceinte (rénové) existent toujours. Le dernier duc, Charles d'Egmond, fit donc construire le château de Wageningue au sein de l'enceinte en 1526-1527. Les fondations de trois tours et une partie du mur extérieur sont encore visibles. À la fin du XIXe siècle, le quartier résidentiel de Bowlespark, où se trouvent des maisons de maître, a été construit sur l'ancien terrain du château. Une grande partie de ce quartier existe encore et est protégé en tant que monument municipal.

### Torck
Le château de Wageningen fut vendu en 1702 par les États de Gueldre à Anna Maria Ripperda (1666-1739), veuve du shérif Assueer Torck (1656-1698) et mère du bourgmestre de Wageningue et dernier shérif Lubbert Adolph Torck (1687-1758). La famille Torck transforma le château en un petit palais urbain avec un jardin baroque. Lubbert Adolph Torck était marié à la riche veuve Pieternella van Hoorn, fille du gouverneur général des Indes orientales Joan van Hoorn. Plus tard, il hérita du château de Rosendael à Rozendaal près d'Arnhem appartenant à sa tante. Torck était politiquement actif à La Haye et, en tant que maire de Wageningue, il fit réaliser divers travaux publics. Il a investi dans la ville en construisant des hôtels particuliers. Cela devint plus tard important car Wageningue fut en mesure de mettre à disposition un tel complexe - le fameux quartier « Bassecour » - pour installer l'école nationale d'agriculture dans la ville en 1876.

### Seconde guerre mondiale
C'est à Wageningue que fut signée la capitulation des troupes allemandes aux Pays-Bas le 6 mai 1945. Le général allemand Blaskowitz se rend au général canadien Charles Foulkes, ce qui met fin à la Seconde Guerre mondiale sur le territoire des Pays-Bas. Les deux officiers négocièrent le terme de la capitulation à l'hôtel de Wereld.

## Sport
- Football : WVV Wageningen

## Personnalités

### Nés à Wageningue
- Jacqueline Toxopeus (née en 1964), joueuse de hockey sur gazon
- Alexander Pechtold (né en 1965), homme politique, leader des Démocrates 66
- Bart Voskamp (né en 1968), coureur cycliste
- Wendy Dubbeld (née en 1981), mannequin
- Stijn Fransen (née en 1990), actrice
- Nikkie de Jager (née en 1994), vidéaste web
- Botic van de Zandschulp (née en 1995)
- Alexandra Groenestein (née en 1995), actrice
- Loes Adegeest (née en 1996), coureuse cycliste
- Jan Groenendijk (né en 1998), champion du monde de dames

## Galerie de photos

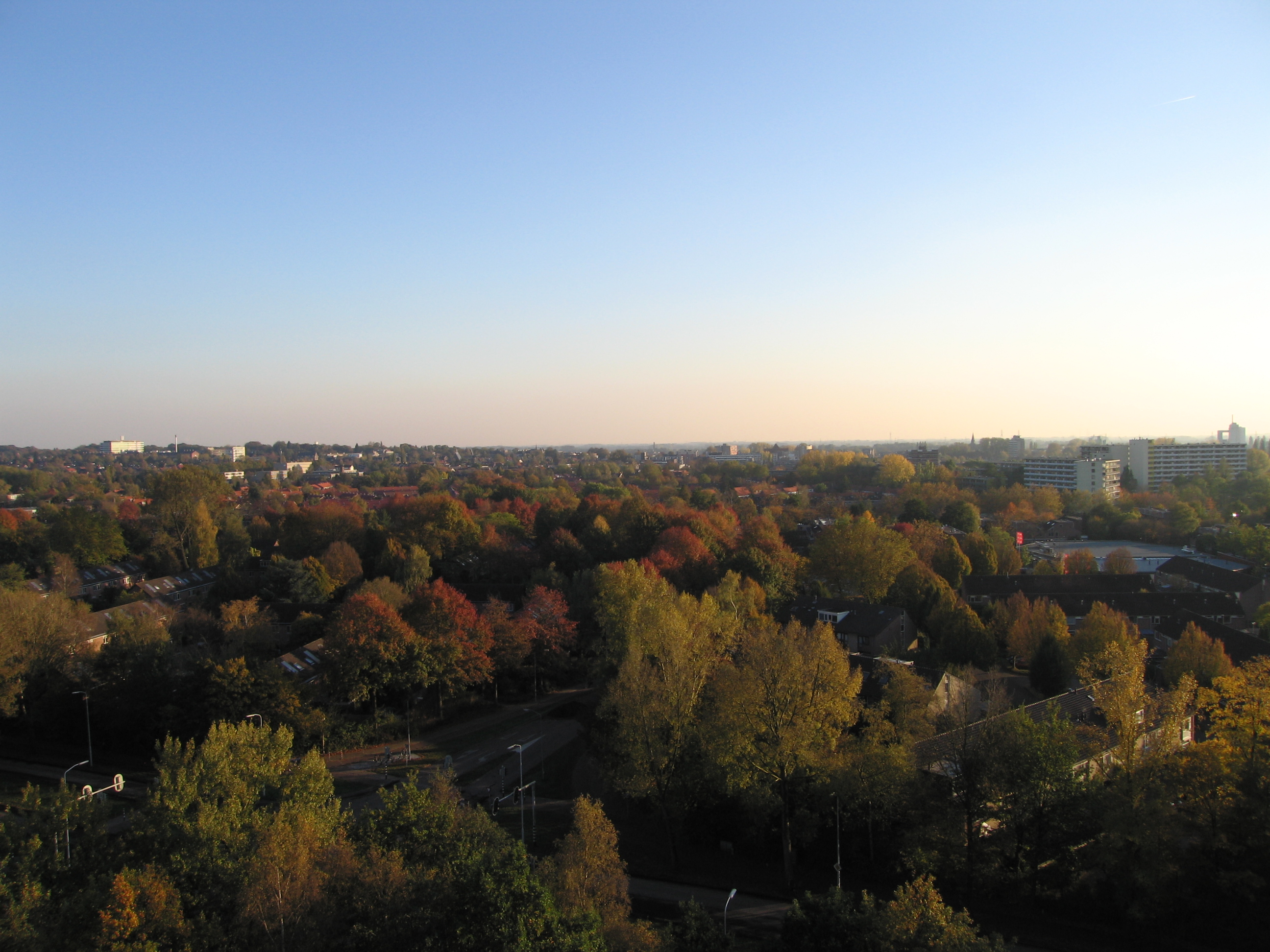
Vue sur Wageningue.
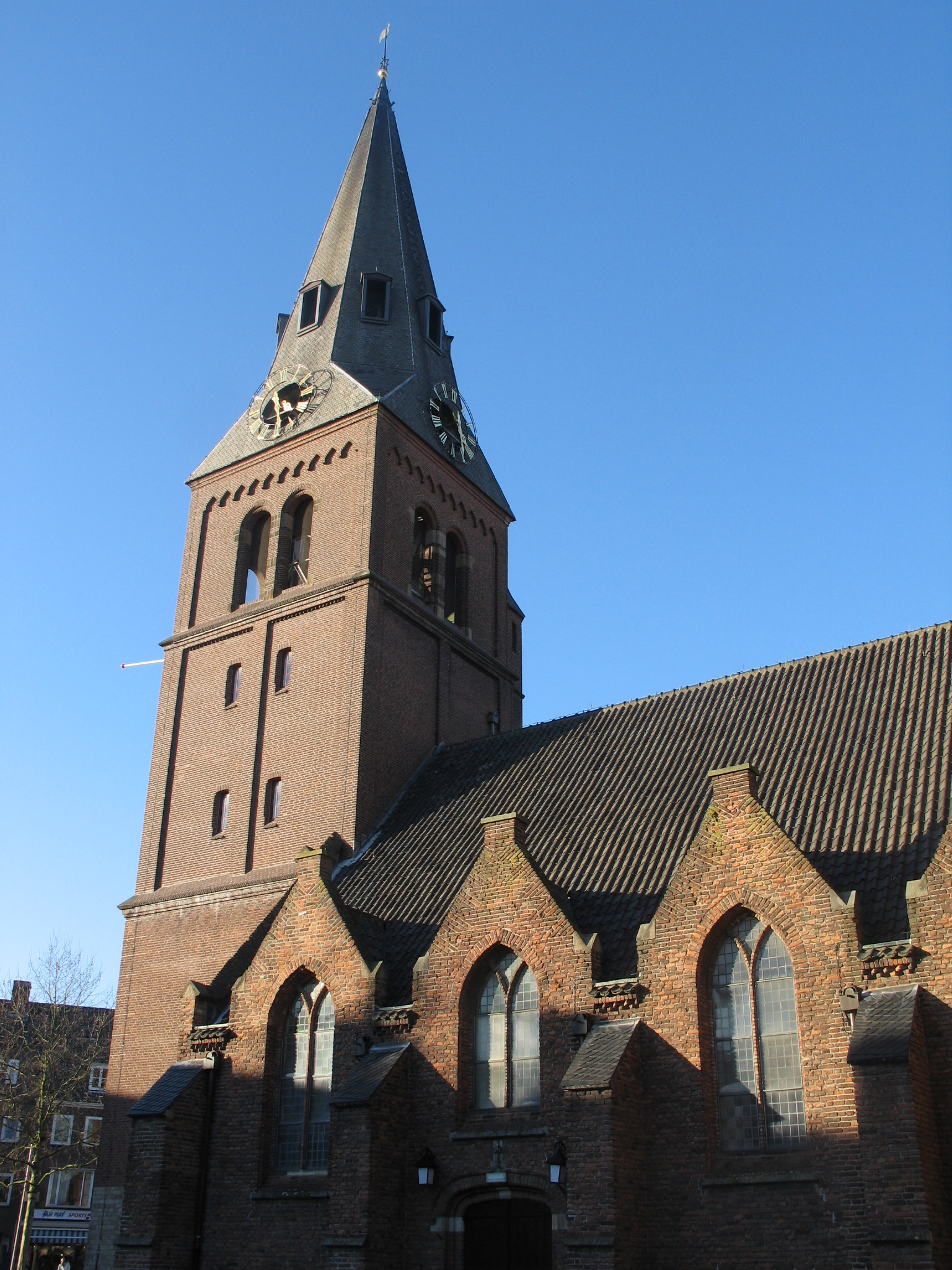
L'église principale de Wageningue, la Grande-Église (Grote-Kerk).
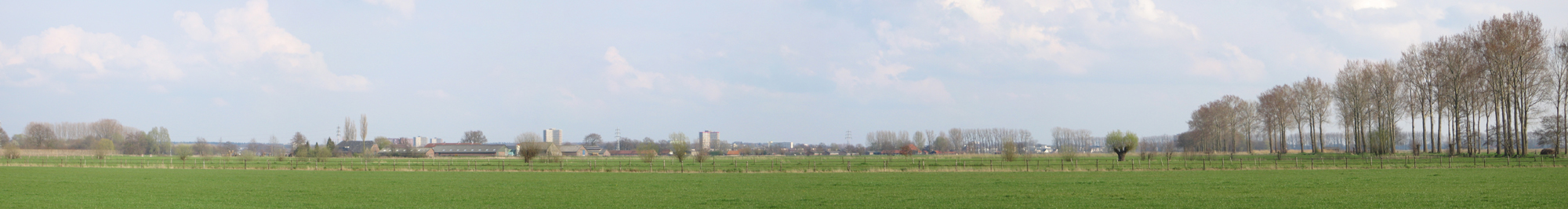
Vue nord de Wageningue depuis la campagne.
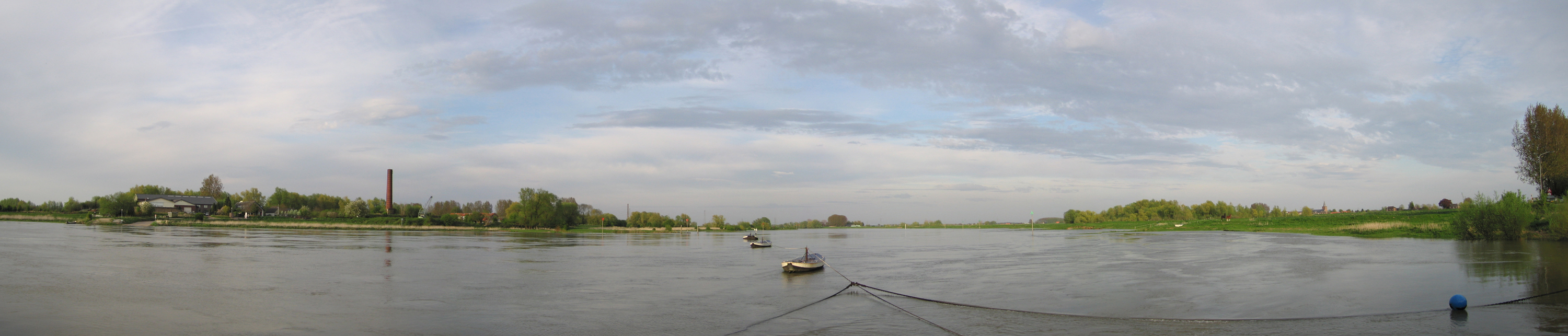
Le Rhin à Wageningue.
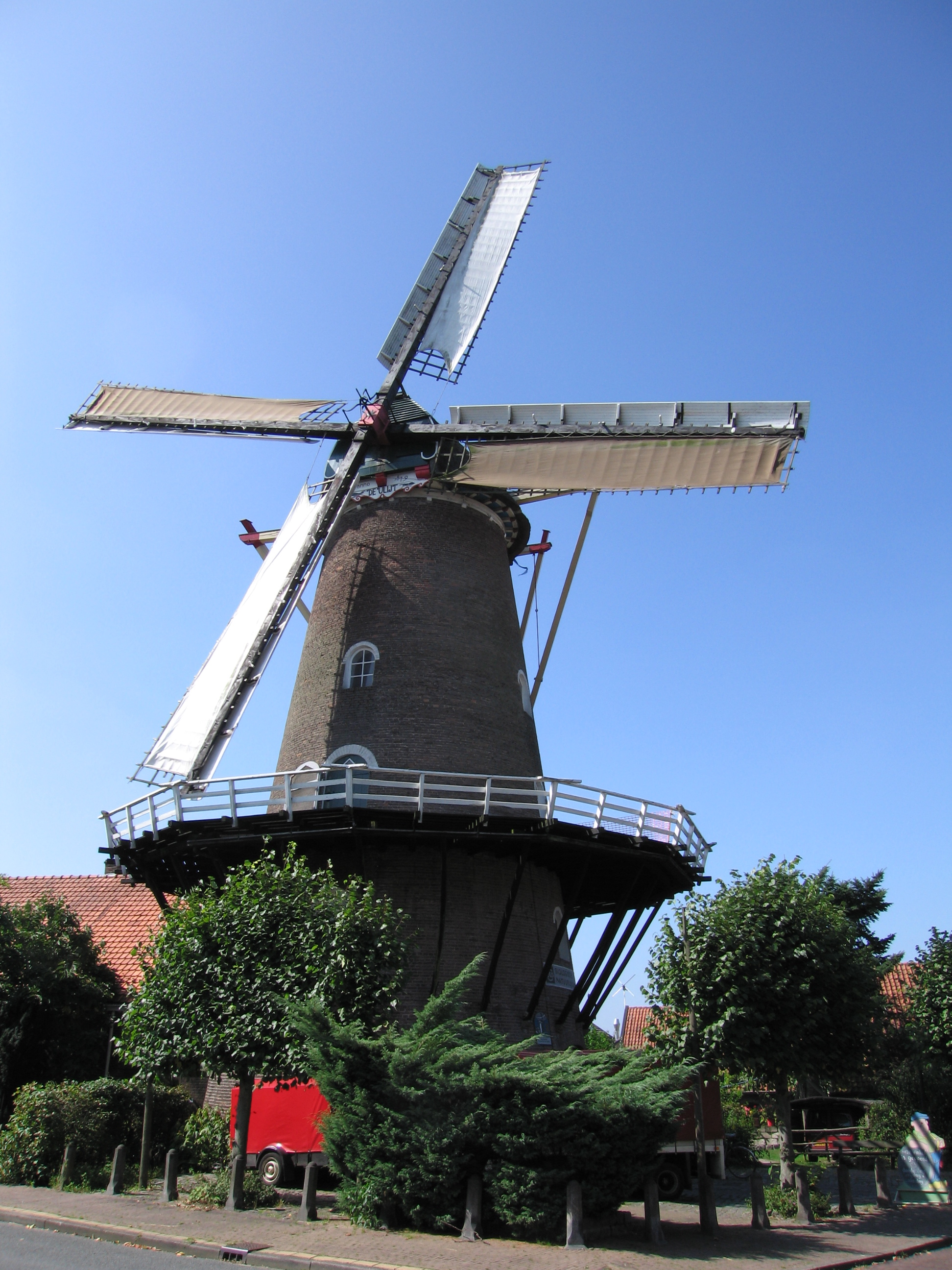
Le moulin de Wageningue : Moulin de Vlijt.
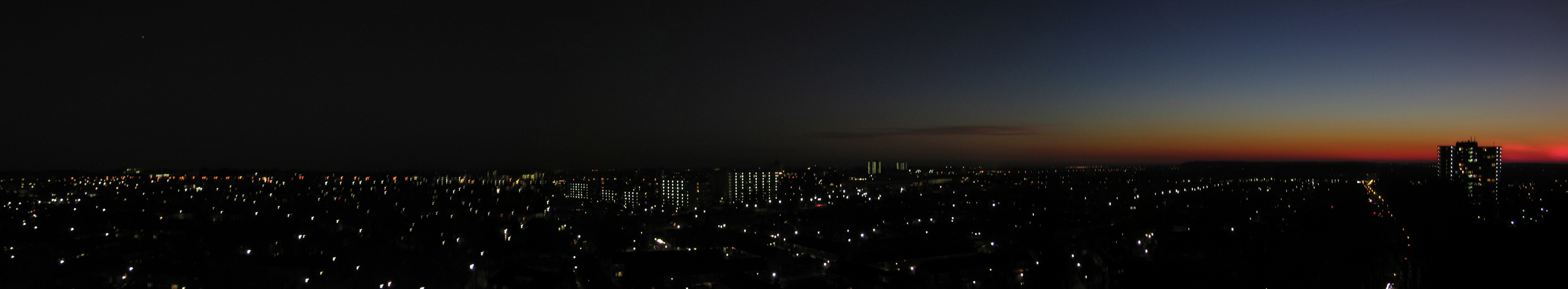
Coucher de soleil sur Wageningue.
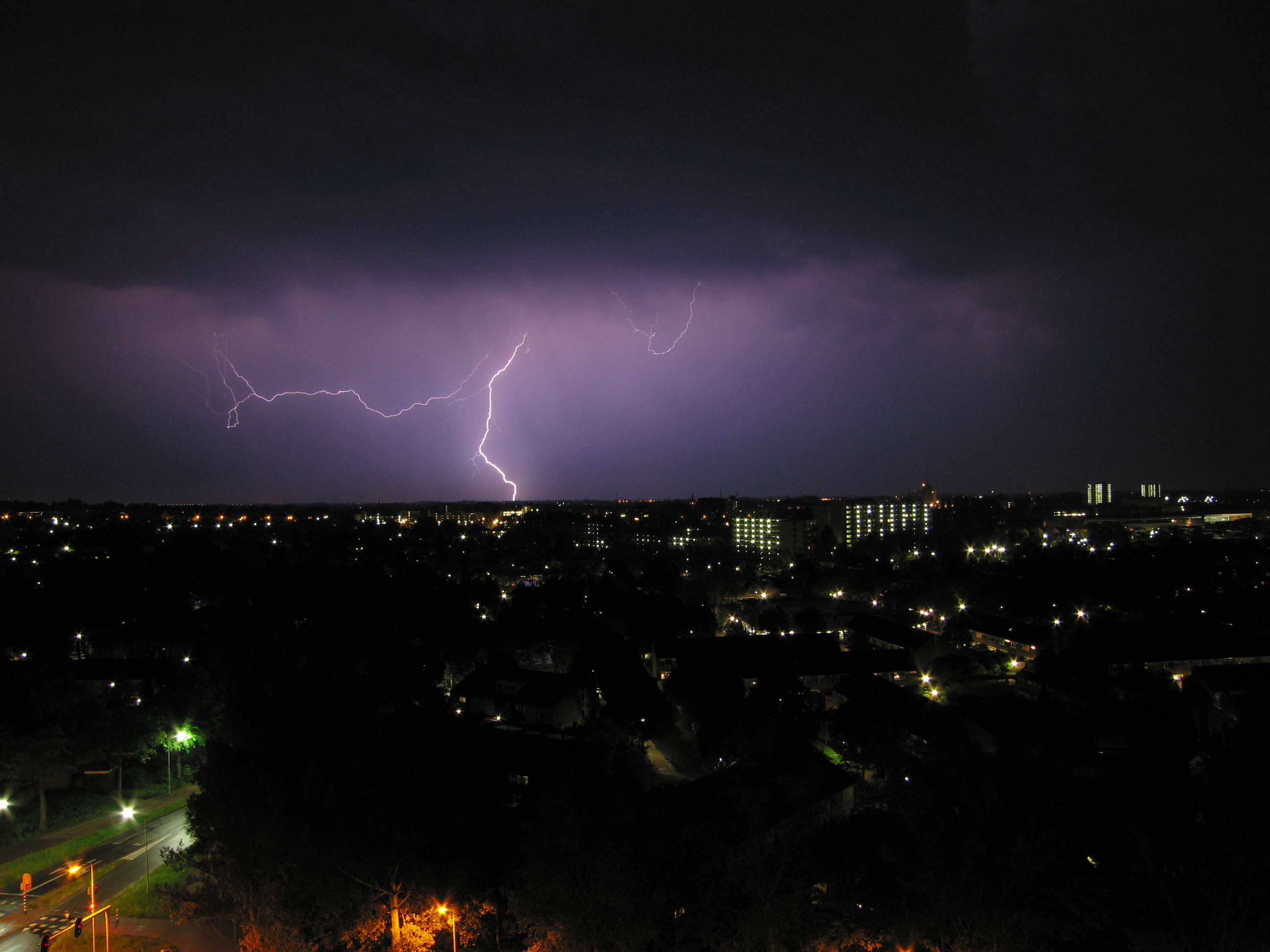
Éclair sur Wageningue.